# Megachile rozenii
Megachile rozenii là một loài Hymenoptera trong họ Megachilidae. Loài này được Pasteels mô tả khoa học năm 1976.